# 존 글렌 콜럼버스 국제공항

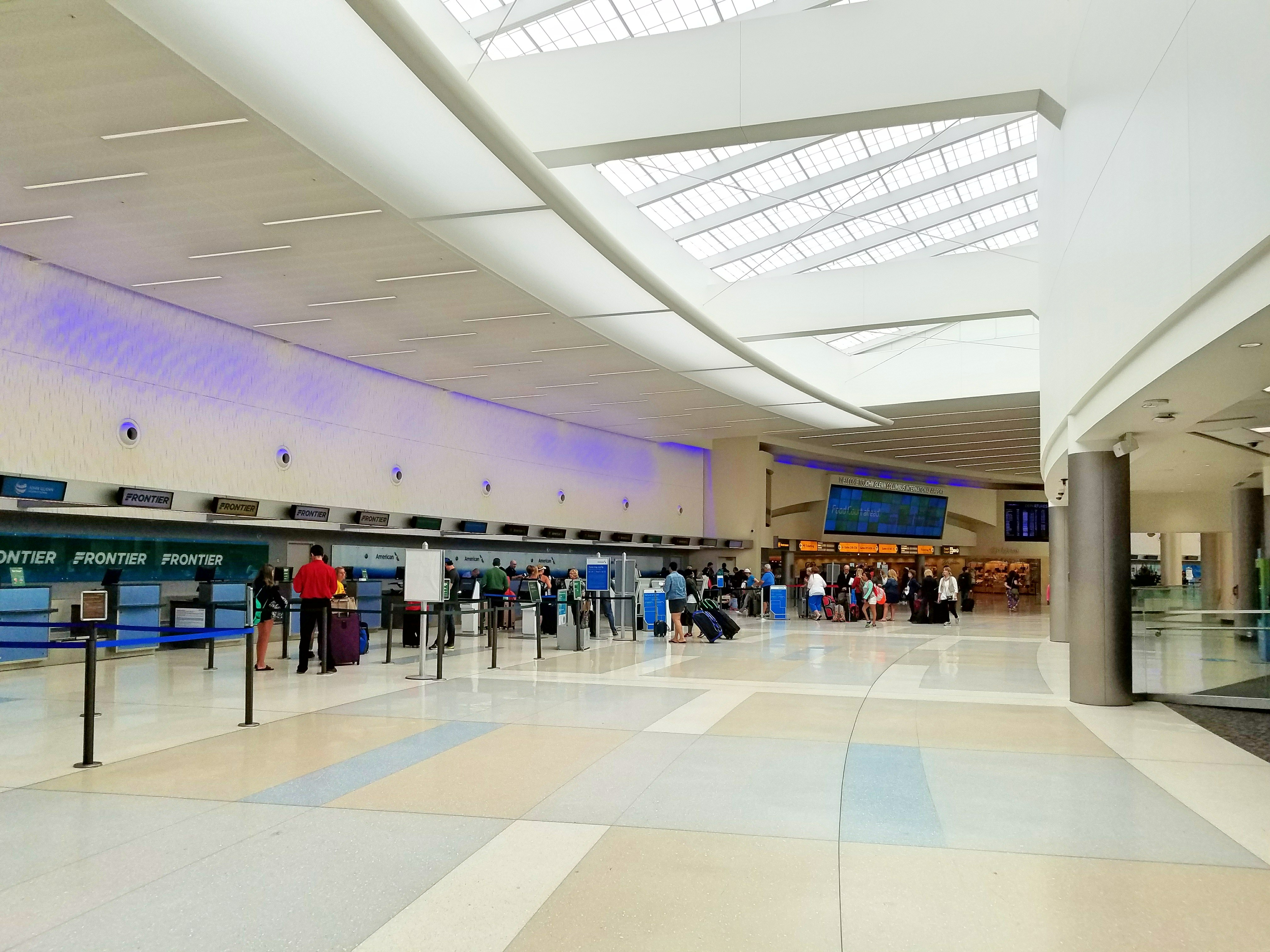

존 글렌 콜럼버스 국제공항(John Glenn Columbus International Airport, IATA: CMH, ICAO: KCMH, FAA LID: CMH)은 미국 오하이오주 콜럼버스 다운타운에서 동쪽으로 9.7킬로미터 떨어진 곳에 위치한 국제공항이다. 과거 이름은 포트 콜럼버스 국제공항(Port Columbus International Airport) 이었으며, 2016년 미국의 우주인 존 글렌을 기념하고자 명칭이 변경되었다. 이 공항의 코드 CMH는 Columbus Municipal Hangar를 대표하며 이는 이 공항 최초의 이름이다.